# 조선 후기의 개혁 사상
이 문서는 조선 후기, 특히 19세기 전반의 개혁 사상에 대해 설명한 글이다.

## 개설
19세기 전반 세도정치의 모순을 시정하려는 개혁 사상가들이 반(反)세도 지식인들 사이에 나타났다. 이들은 세도정치의 실무관료로 참여하기도 하였으나 마침내 세도가들에 의해 밀려나 서울 부근의 농촌에 은거하면서 학문을 연구하고 농촌현실을 목도하여 새로운 개혁안을 제시하였다. 홍석주(洪奭周)·서유구·성해응(成海應)·정약용·최한기·이규경 같은 인사들이 그러하다. 유교 정치의 도덕성을 회복하면서 시대의 흐름을 따라 부강한 산업 국가를 건설하고자 하는 데 목표를 두었다.

## 주요 인물

### 홍석주
홍석주는 한양 노론의 후예였으나 세도정권의 편협한 인사정책과 가혹한 수탈을 반대하고 정조가 추구했던 이상적 유교정치로 돌아갈 것을 촉구했다. 이러한 시각에서 그는 성리학을 일차적으로 중요시하면서도 한나라 훈고학의 장점을 흡수하여 이른바 한·송(漢宋) 절충의 새로운 학문체계를 세웠다. 그의 문집으로는 《연천집(淵泉集)》이 전한다.

### 서유구
한양 소론으로서 북학파의 한 사람이던 서유구는 한양 주변의 농촌에 거주하면서 《임원경제지》(113권)를 써서 경영방법의 개선과 기술혁신을 통한 농업 생산력 제고, 농촌의 의료 및 문화생활을 높일 것에 대한 일대 개혁안을 제시했다. 다시 말해 도시발전에 치중했던 북학사항을 농촌발전에 응용한 것이라 할 수 있다. 또 그는 《의상경제책(擬上經濟策)》(1820년경)을 써서 전국 주요지역에 국가시범 농장인 둔전(屯田)을 설치하여 혁신적 농법과 경영 방법으로 수익을 올려서 국가 재정을 보충하고, 부민(富民)들의 참여를 유도하여 유능한 자를 지방관으로 발탁할 것을 제안하였다. 이러한 그의 생각은 정조가 화성에 시범농장인 대유둔전(大有屯田)을 설치 운영한 것에서 큰 암시를 받은 것이었다.

### 성해응
정조 때 유득공·박제가·이덕무와 더불어 규장각 검서관이었던 성해응(成海應: 1760년 5월 19일(음력 4월 5일)~1839년 2월 15일(음력 1월 2일))은 세도정치기에 포천으로 귀향하여(1815년) 저술에 몰두한 결과 160권의 방대한 《연경재전집(硏經齋全集)》을 남겼다. 그는 청나라가 강희·건륭의 전성기를 넘어서서 점차 쇠락의 길로 접어들고 있는 것을 간파하고 서북지방 경비를 강화하여 청의 침략에 대비하며, 나아가 청나라를 공격하여 고구려의 옛 땅을 되찾고, 명나라에 대한 의리를 실천할 구체적 방안을 제시했다. 한편 국내정치에서는 중앙의 세도가를 정점으로 하여 지방의 감사·수령·서리·부민(富民)으로 이어지는 중층적 수탈구조를 개혁하고 부민(富民)들이 참여하는 지방자치의 활성화를 주장하였다. 성해응의 개혁안은 기본적으로 성리학에 토대를 둔 것이었지만 한대 학자들의 경전연구(한학·漢學)를 긍정적으로 받아들여 이를 절충하는 이른바 한송(漢宋) 절충의 경학체계를 세웠다. 그리고 자질구레한 것을 깊이 고증하는 청대의 고증학은 현실개혁에 도움이 되지 않는 것으로 배격했다.

### 정약용
정조의 사랑을 크게 받았던 남인학자 정약용은 천주교에 관여한 것이 문제가 되어 1801년 고향인 경기도 양주군 마현(지금의 양수리)으로 돌아와 《경세유표(經世遺表)》, 《목민심서(牧民心書)》, 《흠흠신서(欽欽新書)》 등의 명저를 남겼다. 그의 학문은 이익 등 선배 남인학자의 실학(고증)을 계승하면서도 이용후생을 강조하는 북학사상의 영향을 함께 받아 19세기 전반기의 학자로서는 가장 포괄적이고 진보적인 개혁안을 내놓았다. 먼저 《경세유표》에서 《주례》에 나타난 주나라 제도를 모범으로 하여 중앙과 지방의 정치제도를 개혁할 것을 제안하였다. 이에 따르면 정치적 실권을 군주에게 몰아주고, 군주가 수령을 매개로 백성을 직접 다스리도록 하되, 백성의 자주권을 최대로 보장하여 아랫사람이 통치자를 추대하는 형식에 따라서 권력이 짜여야 한다고 하였다. 그리고 중앙의 행정기구인 6조의 기능을 평등하게 재조정하고 이용감(利用監)을 새로 설치하여 과학·기술의 발전 등 북학(北學)을 수행할 수 있도록 바꾸며, 지방의 부유한 농민들에게 향촌사회에서 공헌도에 따라 관직을 주어야 한다고 하였다.
정약용은 국가재정과 농촌경제의 안정을 위해 정전제도를 현실에 맞게 시행할 것을 주장하였다. 즉 국가가 장기적으로 토지를 사들여 가난한 농민에게 나누어 주어 자영농을 육성하고, 아직 국가가 사들이지 못한 지주의 토지는 농민에게 골고루 병작권을 주자는 것이었다.
정약용은 자신의 개혁사항을 학문적으로 뒷받침하기 위해 유교경전을 깊이 연구하면서 홍석주·신작(申綽) 등 학자들과 토론을 벌이기도 하였다. 그의 저술은 500여 권에 달하는데, 《여유당전서(與猶堂全書)》 속에 수록되어 전해지고 있다.

### 최한기
19세기 중엽에는 중인층에서도 뛰어난 학자들이 많이 배출되었는데, 개성 출신으로서 한양에 살면서 북학사상을 발전시킨 이가 바로 최한기이다. 무관(武官) 집안에서 태어나 개성과 한양의 상업문화와 부민(富民)들의 성장을 목격한 그는 부민들이 주도하는 상공업국가의 건설을 목표로 여러 개혁안을 제시하였으며, 외국과의 개국통상도 적극적으로 주장하였다. 그는 또한 뉴턴의 만유인력설을 비롯한 천문학·지리학·의학·농학 등 서양과학과 기술에도 조예가 깊어 앞선 시기의 학자들보다 한층 깊이 있는 과학지식을 소개하였으며, 이를 바탕으로 새로운 주기적(主氣的) 경험철학을 발전시켰다. 1천 권에 달하는 방대한 그의 저서는 현재 《명남루총서(明南樓叢書)》로 전해지고 있다.

### 이규경
최한기와 비슷한 시기의 이규경도 《오주연문장전산고》(60권)라는 방대한 문화백과사전을 편찬하여 중국과 한국 고금의 사물 1,417항을 고증적 방법으로 소개하였다. 북학사상가인 이덕무의 손자로서 가학의 전통을 계승한 그는 동양의 전통사상인 유교·불교·도교를 넓게 포용하려는 자세와 아울러 서양과학을 실용적 학문으로 받아들임으로써 동서양의 문명을 형이상과 형이하의 체계 속에 통합시키려고 노력하였다. 말하자면 동도서기(東道西器)와 법고창신의 개혁 사상이라 할 수 있다. 오주(五洲)라는 그의 호는 전 세계 5대주(大洲)를 포용하려는 넓은 시야가 담겨 있다.

## 평가
경직된 세도정치하에서 이들의 진보적 개혁 사상은 정부시책으로 적극 수용되지 못하고 말았으나, 뒷날 개화 사상가들에게 큰 영향을 주어 자주적 근대화 정책의 토대를 쌓았다.

## 같이 보기
- 개화사상